# Sankosh River
Sankosh River är ett vattendrag i Bhutan, på gränsen till Indien. Det ligger i den sydvästra delen av landet, 120 kilometer söder om huvudstaden Thimphu.
Trakten runt Sankosh River består till största delen av jordbruksmark. Runt Sankosh River är det tätbefolkat, med 369 invånare per kvadratkilometer.